# Zingiber reflexum
Zingiber reflexum là một loài thực vật có hoa trong họ Gừng. Loài này được Nobuyuki Tanaka và Mu Mu Aung miêu tả khoa học đầu tiên năm 2020.

## Mẫu định danh
Mẫu định danh: Nobuyuki Tanaka, Mu Mu Aung, Aung Kaing Win 3485; thu thập ngày 9 tháng 8 năm 2018, cao độ 924 m, tọa độ 19°46′11,64″B 97°12′21,6″Đ / 19,76667°B 97,2°Đ, rừng bảo tồn đầu nguồn Htiri, Tun Nyu, khoảng 10 km phía bắc Loikaw, trấn Loikaw, huyện Loikaw, bang Kayah, Myanmar. Mẫu holotype lưu giữ tại Bảo tàng Tự nhiên và Khoa học Quốc gia Nhật Bản ở Tsukuba (TNS), mẫu isotype lưu giữ tại Viện Nghiên cứu Rừng ở Yezin, Naypyidaw (RAF).

## Từ nguyên
Tính từ định danh reflexum (giống đực: reflexus, giống cái: reflexa) là tiếng Latinh nghĩa là uốn ngược, phản xạ ngược; ở đây là đề cập đến các thùy tràng bên và cánh môi uốn ngược mạnh của loài này.

## Phân bố
Loài này là đặc hữu bang Kayah, miền đông Myanmar. Cho đến nay chỉ được biết đến từ bộ sưu tập mẫu điển hình từ bang Kayah, Myanmar. Loài này mọc cùng với Curcuma roscoeana và Boesenbergia maxwellii trong rừng bảo tồn đầu nguồn làng Htiri, tuy nhiên diện tích rừng khá hạn chế và chỉ có một số ít quần thể được tìm thấy.

## Phân loại
Z. reflexum được xếp trong tổ Cryptanthium.

## Mô tả
Cây thảo thân rễ lâu năm, cao 1,5–1,7 m. Thân rễ phân nhánh, thanh mảnh, mọng, với nhiều rễ con, đường kính 1,0–1,5 cm, vỏ màu trắng ánh nâu, ruột màu vàng xỉn, hơi thơm. Chồi lá gần như thẳng đứng, với 13–15 phiến lá phát triển tốt khi ra hoa; thân giả đường kính ở gốc 0,8–1 cm, ở giữa 5–6 mm, có lông tơ; bẹ không phiến lá 2–3, màu xanh lục hoặc ánh đỏ; lưỡi bẹ chẻ đôi sâu, dài 3–5 mm; các thùy hình tam giác, màu xanh lục hoặc màu đỏ, dạng màng, trong mờ ở mép, có lông tơ, tù ở đỉnh; cuống lá chỉ gồm gối, màu xanh lục nhạt, có lông tơ; phiến lá hình mác, dài 25–40 cm, rộng 3,5–5 cm, thon nhỏ dần ở đáy, đỉnh nhọn thon, mặt gần trục màu xanh lục tươi, nhẵn nhụi, bóng (không gấp nếp rõ nét), mặt xa trục màu xanh lục xỉn và có lông tơ. Cụm hoa mọc từ thân rễ, gần với gốc của thân giả; cuống cụm hoa dài tới 2 cm, phủ phục, chìm trong lòng đất; cành hoa bông thóc hình trứng đến thuôn dài-hình trứng, dài 5,5–6 cm, rộng 2,5–3 cm, gồm 15–20 lá bắc; lá bắc vô sinh 4–7, ở đáy, hình trứng, màu xanh lục nhạt hoặc đỏ với các gân dọc; mỗi lá bắc sinh sản đỡ 1 hoa, hình mác, dài 3,5–4,2 cm, rộng 1–1,1 cm khi ép dẹt, màu xanh lục sáng hoặc ánh đỏ, mặt ngoài có lông tơ ở đáy, mặt trong nhẵn nhụi, đỉnh nhọn; lá bắc con dài 3–3,5 cm, rộng 1 cm. Hoa dài 6,5–7,3 cm; đài hoa hình ống, răng cưa không đều hoặc có mấu nhọn ở đỉnh, màu trắng trong mờ, dài 2 cm, đường kính 1,7 mm ở đáy, hơi rộng hơn một chút về phía đáy; ống tràng hoa dài 3–3,5 cm, hình phễu hẹp, cong, đường kính ở đáy 2,5 mm, ở đỉnh 5 mm; thùy tràng lưng thuôn dài, với các gân dọc nổi rõ, dài 3–3,5 cm, rộng 1–1,2 cm, màu trắng trong mờ, đỉnh nhọn; các thùy tràng bên từ hình mác hẹp đến thẳng, với các gân dọc nổi rõ, dài 3–3,2 cm, rộng 5–6 mm, màu trắng trong mờ. Cánh môi hình tròn, dài 3,5–4 cm, rộng 2–2,5 cm, màu trắng thuần khiết, hai mặt nhẵn nhụi, hơi gợn sóng ở mép; các nhị lép bên hợp sinh với cánh môi khoảng 1/2 chiều dài từ đáy, hình trứng hẹp, dài 2,5–3 cm, rộng 5–6 mm, màu trắng thuần khiết, hai mặt nhẵn nhụi, với các đỉnh gợn sóng. Nhị dài 3–3,7 cm; chỉ nhị dài 5 mm, rộng 3 mm, màu trắng; bao phấn dài 2–2,5 cm (cộng mào), đỉnh hơi chẻ đôi; mô liên kết bao phấn màu vàng kem; mào bao phấn hình mỏ, cong mạnh, dài 1–1,2 cm khi kéo dài, màu trắng, nửa trong mờ ở đỉnh, hơi vàng kem ở đáy. Bầu nhụy hình trụ, dẹt, dài 5–6 mm, rộng 4–5 mm, rậm lông nhung; tuyến trên bầu 2, dài 5 mm, hình nón hẹp. Vòi nhụy màu trắng, cong mạnh, hình móc ở đỉnh, nhẵn nhụi; đầu nhụy có bề rộng gần như bằng vòi nhụy, màu trắng hơi ánh vàng, lỗ nhỏ có lông rung ở mép. Không thấy quả.
Z. reflexum tương tự như Z. orbiculatum, nhưng dễ dàng phân biệt với loài kia bằng sự kết hợp của các đặc điểm sau đây: lưỡi bẹ 2 thùy có lông nhung, các lá bắc hai màu và cánh môi lớn hơn và uốn ngược.